# James Blyth, Baron Blyth of Rowington
James Blyth, Baron Blyth of Rowington (* 8. Mai 1940) ist ein britischer Geschäftsmann und Politiker der Conservative Party.

## Leben und Karriere
Blyth wurde als Sohn von Daniel Blyth und Jane Power Carlton geboren. Er besuchte die Speir's School und die University of Glasgow, wo er mit einem Master of Arts in Geschichte 1963 graduierte.
Blyth arbeitete für Mobil Oil von 1963 bis 1969, für General Foods von 1969 bis 1971 und für Mars Foods von 1971 bis 1974. Zwischen 1974 und 1977 war er Hauptgeschäftsführer von Lucas Batteries und zwischen 1977 und 1981 Hauptgeschäftsführer von Lucas Aerospace. Er war auch Direktor der Imperial Tobacco von 1984 bis 1986, Hauptgeschäftsführer von Plessey Electronic Systems 1985 und 1986, sowie Hauptgeschäftsführer der Plessey Company 1986 und 1987. Blyth war Direktor von Cadbury-Schweppes zwischen 1986 und 1990, von British Aerospace zwischen 1990 und 1994 und der National Westminster Bank zwischen 1998 und 2000.
1981 wurde Blyth Vertriebsleiter für Rüstungsgüter im britischen Verteidigungsministerium. Dieses Amt hatte er bis zum Jahr 1985 inne, als er zum Ritter geschlagen wurde.
Von 1987 bis 1996 war er Vorsitzender der London Business School und bis 1998 Direktor und Hauptgeschäftsführer von The Boots Company. 
Am 24. Juli 1995 wurde er zum Life Peer als Baron Blyth of Rowington, of Rowington in the County of Warwickshire ernannt.
Blyth erhielt 1992 einen Ehrendoktor in Rechtswissenschaften von der University of Nottingham. Blyth ist seit 1994 Mitglied der Royal Aeronautical Society und seit 1998 Fellow der London Business School.
Bis Juni 2008 war er Vorsitzender des Spirituosenkonzerns Diageo.

## Familie
Blyth ist mit Pamela Campbell-Dixon seit 1967 verheiratet. Sie haben eine Tochter, ein Sohn ist bereits verstorben. 